# Exocelina aipo
Exocelina aipo är en skalbaggsart som först beskrevs av Michael Balke 1998.  Exocelina aipo ingår i släktet Exocelina och familjen dykare. Inga underarter finns listade i Catalogue of Life.